# Arturo Ripstein
Arturo Ripstein (13 de desembre de 1943, Ciutat de Mèxic, Mèxic) és un director de cinema mexicà. Fill d'Alfredo Ripstein, productor cinematogràfic.

## Estil de direcció
Promotor del cinema independent mexicà, autor de melodrames foscos i macabres de ritme lent que exploren la solitud existencial, sentit del grotesc, col·laboracions amb escriptors.
Malgrat que Mèxic ha donat alguns directors de renom internacional, en general es considera a Arturo Ripstein el director en actiu més respectat del país i un dels promotors del cinema independent mexicà.
Fill del llegendari productor Alfredo Ripstein fill, Arturo es crià en els rodatges i establí una estreta amistat amb Luis Buñuel, la qual obra tindria una profunda influència en el seu treball. Amb l'ajuda del seu pare dirigí la seva primera pel·lícula als 22 anys. Tiempo de morir (1966), un violent western sobre la venjança escrit conjuntament per Gabriel García Márquez i Carlos Fuentes, seria la primera de llurs nombroses col·laboracions amb escriptors llatinoamericans.
Malgrat tot, fins a mitjans dels anys setanta, Ripstein no assolí consolidar-se com a autor degut a llurs dificultats per aconseguir finançament i per escapolir-se de l'ombra del seu famós pare. D'aquesta època daten El castillo de la pureza (1973), un poderós i claustrofòbic melodrama familiar, i El santo oficio (1974), film sobre les terribles experiències d'una família jueva a Mèxic que reflecteix les arrels ètniques del director.
La seva única pel·lícula en anglès fins avui, Foxtrot (1976), és protagonitzada per Peter O'Toole i Charlotte Rampling, i compon un estudi vers les relacions entre sexes en una illa perduda. El lugar sin limites (1978) constitueix una anàlisi de l'homosexualitat pionera en la cultura de masclisme agressiu.
Durant els anys vuitanta i noranta finançà llurs films més personals mitjançant treballs televisius i encàrrecs. La seva obra continuà creixent, i a mitjans de la dècada de 1990 aparegueren algunes de llurs pel·lícules més celebrades, especialment Profundo carmesí (1996), potser el seu retrat més sòlit de la naturalesa destructiva de l'amour fou.

La frase: 
| « | A Mèxic s'utilitza el melodrama perquè no hi ha una opinió pública | » |

## Filmografia
- La calle de la amargura (2015)
- El Carnaval de Sodoma (2006)
- La virgen de la lujuria (2002)
- Así es la vida (2000) (2000)
- La perdición de los hombres (2000)
- El coronel no tiene quien le escriba (1999)
- El evangelio de las maravillas (1998)
- Profundo carmesí (1996)
- La reina de la noche (1994)
- Principio y fin (1993)
- La mujer del puerto (1991)
- Mentiras piadosas (1987)
- El imperio de la fortuna (1985)
- El otro (1984)
- Rastro de muerte (1981)
- La seducción (1980)
- La ilegal (1979)
- La tía Alejandra (1979)
- Cadena perpetua (1978)
- El lugar sin límites (1977)
- La viuda negra (1977)
- El borracho (1976)
- El palacio negro (Lecumberri) (1976)
- La causa (1975)
- Foxtrot (1975)
- El santo oficio (1973)
- El castillo de la pureza (1972)
- Autobiografía (1971)
- El náufrago de la calle de la Providencia (1971)
- La belleza (1970)
- Crimen (1970)
- Exorcismos (1970)
- La hora de los niños (1969)
- Salón independiente (1969)
- Los recuerdos del porvenir (1968)
- Juego peligroso (Jôgo perigoso) (1966)
- Tiempo de morir (1965)